# Soul Station
Soul Station – album studyjny amerykańskiego saksofonisty jazzowego Hanka Mobleya, wydany po raz pierwszy w 1960 roku z numerem katalogowym BLP 4031 nakładem Blue Note Records.

## Powstanie
Materiał na płytę został zarejestrowany 7 lutego 1960 roku przez Rudy’ego Van Geldera w należącym do niego studiu (Van Gelder Studio) w Englewood Cliffs w stanie New Jersey. Utwory wykonali: Hank Mobley (saksofon tenorowy), Wynton Kelly (fortepian), Paul Chambers (kontrabas), Art Blakey (perkusja). Produkcją albumu zajął się Alfred Lion.

## Recepcja
Płyta zaliczana jest do najlepszych nagrań Hanka Mobleya. Autorzy The Penguin Guide to Jazz Recordings, Richard Cook i Brian Morton, napisali, iż „fani Mobleya są podzieleni w kwestii tego, czy lepszym albumem jest Soul Station, czy Roll Call”. Natomiast Stacia Proefrock z AllMusic, wystawiając albumowi maksymalną notę 5 gwiazdek na 5, podsumowała swoją recenzję słowami: „W sumie jest to świetna płyta jednego z najbardziej niedocenionych muzyków ery bopu”.

## Lista utworów
Opracowano na podstawie materiału źródłowego.
Wydanie LP
Strona A
| Nr | Tytuł utworu        | Muzyka        | Długość |
| -- | ------------------- | ------------- | ------- |
| 1. | „Remember”          | Irving Berlin | 5:42    |
| 2. | „This I Dig of You” | Hank Mobley   | 6:25    |
| 3. | „Dig Dis”           | Mobley        | 6:09    |
|    |                     |               | 18:16   |

Strona B
| Nr | Tytuł utworu           | Muzyka        | Długość |
| -- | ---------------------- | ------------- | ------- |
| 1. | „Split Feelin’s”       | Mobley        | 4:55    |
| 2. | „Soul Station”         | Mobley        | 9:07    |
| 3. | „If I Should Lose You” | Ralph Rainger | 5:10    |
|    |                        |               | 19:12   |

## Twórcy
Opracowano na podstawie materiału źródłowego.
Muzycy:
- Hank Mobley – saksofon tenorowy
- Wynton Kelly – fortepian
- Paul Chambers – kontrabas
- Art Blakey – perkusja

Produkcja:
- Alfred Lion – produkcja muzyczna
- Rudy Van Gelder – inżynieria dźwięku
- Reid Miles – projekt okładki
- Francis Wolff – fotografia na okładce
- Joe Goldberg – liner notes